# スコット・ピルグリム テイクス・オフ
『スコット・ピルグリム テイクス・オフ』は、サイエンスSARU制作による日本・アメリカ合衆国合作のアニメシリーズ。2023年11月からNetflixにて配信された。

## 概要
2010年に公開された実写映画『スコット・ピルグリム VS. 邪悪な元カレ軍団』のキャストが再集結しており、主演のスコット役のマイケル・セラ、ヒロインのラモーナ役のメアリー・エリザベス・ウィンステッド、その他、キーラン・カルキン、クリス・エヴァンス、アナ・ケンドリック、ブリー・ラーソンら映画版キャストが、それぞれ演じたキャラクターの声優を務めることになった。

## 製作
2022年1月、 Netflixとユニバーサル・コンテンツ・プロダクションズがブライアン・リー・オマリー原作の「スコット・ピルグリム」を基にしたアニメシリーズを開発していると報じられた。2023年4月1日に「スコットピルグリム」のシリーズ化が発表され、スタッフ・キャスト・制作会社が公開された。原作者のオマリーは映画監督のベンデヴィッド・グラビンスキーとともにシリーズ構成、脚本、製作総指揮として参加することが発表された。また、実写映画版『スコット・ピルグリム VS. 邪悪な元カレ軍団』の監督と脚本を務めたエドガー・ライトは本作では製作総指揮を務めている。アニメーション制作はサイエンスSARUが担当することとなった。
監督は、これまで「きみと、波にのれたら」や「夜は短し歩けよ乙女」などにフラッシュアニメーションチーフで参加し、過去にサイエンスSARUにて「スター・ウォーズ: ビジョンズの「T0-B1」を手掛けたAbel Gongoraが起用。Abelは本作がシリーズ作品初監督である。キャラクターデザインはこれまでTRIGGER作品に参加し、「リトルウィッチアカデミア」でキャラクターデザインを担当した半田修平が担当。半田がサイエンスSARUの作品のキャラクターデザインを手掛けるのは本作が初である。連名で総作画監督を兼任している石山正修、西垣庄子もキャラクターデザインを担当している。

## ストーリー
ある日、夢の砂漠で見た女の子、ラモーナ・フラワーズと知り合いのパーティーで出会い、恋に落ちるスコットピルグリム。しかし、ラモーナには7人の邪悪な元カレがいて、二人の恋時に襲い掛かる。スコットはラモーナを自身のライブに招待をするが、そのさなか、ラモーナの元カレの一人であるマシュー・パテルに襲われ、戦いの末に命を落としてしまう。その結果、ラモーナの邪悪な元恋人たちを含む全員の生活が大きく変化する中、ラモーナはスコットがまだ生きている可能性があることを知り、彼の失踪を調査することを決意する。

## 登場人物
※括弧内は日本語版キャスト。
スコット・ピルグリム
声 - マイケル・セラ（下野紘）
若いスコット
声 - フィン・ヴォルフハルト（下野紘）
年上スコット / 更に年上スコット
声 - ウィル・フォーテ（立木文彦） 売れないバンド「SEX-BOB-OMB」のベース担当をする青年。学生時代からケンカ強く、ランクはA。
ラモーナ・フラワーズ / 年上ラモーナ / 更に年上ラモーナ
声 - メアリー・エリザベス・ウィンステッド（ファイルーズあい）
ニューヨークからカナダに越してきたレンタルビデオのバイトしてるミステリアスでクールな少女。変わりまくるレインボーヘアとゴーグル、ローラーブレードがトレードマーク。大きなものでもなんでも中に入れてしまうバックを入れる。スコットに惹かれ、行方不明になった彼を探しに奔走する。ひどい別れ方をした元恋人7人いるため、彼らから恨みと未練を抱かれている。
ウォレス・ウェルズ / 年上ウォレス
声 - キーラン・カルキン（福西勝也）
スコットのルームメイト。皮肉屋なゲイで、筋肉質のイケメン好き。
マシュー・パテル
声 - サティヤ・バーバー（斉藤慎二）
ラモーナが中学時代に付き合っていた、1人目の元恋人。ブロードウェイを夢見て、大学では演劇を専攻していた。ギリオンからリーダーの座を強奪する。どんな手を使ってでも、ラモーナを惚れ直そうと必死こいている。
ルーカス・リー
声 - クリス・エヴァンス（中村悠一）
ハリウッドのイケメン俳優。高校時代にラモーナと交際していた、2人目の元恋人。筋肉質でクールな性格だが、問題行動を起こすため、周囲から恐れられている。スケボーが好き。
ステイシー・ピルグリム
声 - アナ・ケンドリック（松岡美里）
スコットの妹。
エンヴィー・アダムズ
声 - ブリー・ラーソン、エミリー・ヘインズ（歌）（花澤香菜）
人気ロックミュージシャンの美女。スコットの元恋人。
トッド・イングラム
声 - ブランドン・ラウス（羽多野渉）
人気ロックアーティストにして、野菜好き。11歳からエンヴィーと交際していたが、高校時代にラモーナと二股した3人目の元恋人。ヴィーガンパワーで異次元のポータルを開くことができる。
ロキシー・リヒター
声 - メイ・ホイットマン（大空直美）
ラモーナの大学のルームメイトで、4人目の元恋人。ハーフの少女で、くノ一見習い。わがままで感情豊かな性格。
ギデオン・グレイヴズ / ゴードン・グース
声 - ジェイソン・シュワルツマン（関智一）
邪悪な元カレ軍団のリーダーで、ラモーナの7人目の元恋人。レコードレーベル２つ、映画会社１つ、14のアニマルシェルターを率いていた実業家だったが、マシューに全てを奪われてしまう。本名はゴードン・グース。
キム・パイン
声 - アリソン・ピル（村中知）
「SEX-BOB-OMB」のドラム担当しているスコットの元恋人で幼馴染。レンタルビデオ屋のバイト。毒舌だが、友達思い。
ジュリー・パワーズ
声 - オーブリー・プラザ（小林ゆう）
トロントで初めてできたラモーナの友人。ギデオンとは高校時代の知り合い。現在はコーヒーショップの店員。スコットを毛嫌っているように見えるが…？
ヤング・ニール
声 - ジョニー・シモンズ（川崎勇人）
スティーブのルームメイトで、バンドのファンの1人。映画オタクで「スコット・ピルグリムのかけがえのない人生」の脚本で、自分が幽体離脱したことで(実際は謎の人物によって書かれた)物語が大きく変わる。
スティーヴン・スティルス
声 - マーク・ウェバー（勝杏里）
「SEX-BOB-OMB」のバンドリーダーで、ギターボーカル。ジュリーの元恋人。心配性で決断力がない。
ナイブス・チャウ
声 - エレン・ウォン（古賀葵）
「SEX-BOB-OMB」の熱心なファンで、スコットのこと大好きな女子高生。彼が消失してから、ベースとキーボードの担当になる。
カイル・カタヤナギ、ケン・カタヤナギ
声 - ジュリアン・チー（武内駿輔）
大学でロボット工学の研究助手をしている双子。ラモーナの5、6人目の元恋人。様々な時空に出現できるロボットを開発した。
警備員
声 - サイモン・ペッグ、ニック・フロスト
取材者
声 - アル・ヤンコビック

## スタッフ
- 原作 - ブライアン・リー・オマリー
- 監督 - Abel Góngora
- 脚本 - ブライアン・リー・オマリー、ベンデビッド・グラビンスキー
- 副監督 - 藤倉拓也
- キャラクターデザイン - 半田修平、石山正修、西垣庄子
- 総作画監督 - 石山正修
- リードデザイナー - 高畑匠子
- 音楽 - ジョゼフ・トラパネーゼ、Anamanaguchi
- 美術監督 - 小谷隆之
- 色彩設計 - 橋本賢、今野成美
- 撮影監督 - 伊藤ひかり、関谷能弘
- 編集 - 柳圭介
- 音響監督 - 木村絵理子
- 音響効果 - 八十正太
- 音楽制作 - 東北新社
- エグゼクティブプロデューサー - マーク・プラット、エドガー・ライト、マイケル・バコール、アダム・ジーゲル、ジャレッド・ラブーフ、ナイラ・パーク、ディラン・トマス、小原康平、チェ・ウニョン、ブライアン・リー・オマリー、ベンデビッド・グラビンスキー
- アニメーションプロデューサー - 崎田康平
- アニメーション制作 - サイエンスSARU

## 各話リスト
| 話数  | タイトル                               | 絵コンテ              | 演出              | 作画監督                                                                    |
| ----- | -------------------------------------- | --------------------- | ----------------- | --------------------------------------------------------------------------- |
| 第1話 | スコットピルグリムのかけがえのない人生 | Abel Gongora          | Abel Gongora      | 石山正修                                                                    |
| 第2話 | 最凶の軍団                             | 霜山朋久              | 霜山朋久          | 太田琴美、加藤禎一、Kim Kyongho                                             |
| 第3話 | ラモーナ、ビデオを借りる               | モコちゃん            | モコちゃん        | 塚本あかね、Nick McKergow、稲田有華                                         |
| 第4話 | くだらねぇ                             | 横山彰利              | 横山彰利          | 石山正修、吉原拓也、篠原佑太 西垣庄子                                       |
| 第5話 | ライツ、カメラ、火花!?                 | 森山瑠潮              | 森山瑠潮          | 星夢乃、迎千葉瑠                                                            |
| 第6話 | じっちゃんを縄にかけて                 | 本橋茉里              | 長友孝和          | 長濱佑作、塚本あかね、吉原拓也 太田琴美                                     |
| 第7話 | スコットピルグリム×2                   | 前場健次              | 前場健次          | 太田琴美、加藤禎一、稲田有華 五十子忍、前場健次                             |
| 第8話 | ザ・ワールドVSスコットピルグリム       | Abel Gongora 本橋茉里 | 藤倉拓也 長友孝和 | 石山正修、Nick McKergow、篠原佑太 太田琴美、稲田有華、前場健次 Abel Gongora |

## 主題歌
「bloom」
ネクライトーキーによるオープニングテーマ。